# 菅野氏
菅野氏（すがのうじ）は、「菅野」を氏の名とする氏族。
日本古代の帰化人系氏族（諸蕃）である。百済の王家から別れたといい、姓は朝臣（菅野朝臣）。

## 出自と改賜氏姓
『新撰姓氏録』によれば、王辰爾の弟、牛（うし。宇志とも作り、後述するように麻呂（まろ）とも呼ばれた）を氏祖とするが、そもそもは百済の第14代国王貴首王を出自とするという。初めは「（百済）王」を氏名としていたようで、敏達天皇3年（574年）に牛が「津史（つのふびと）」を賜氏姓され、天平宝字2年（758年）に「津連（つのむらじ）」と改賜姓、延暦9年に津連真道（後の菅野真道）等が朝臣姓の賜姓を請願してこれが許されたために、居住地に因んで「菅野朝臣」を称したという。なお、菅野は大和国宇陀郡菅野村（現奈良県宇陀郡御杖村大字菅野）を指すとされる。

## 同族
『姓氏録』によれば、同祖の氏族に葛井宿祢（ふじいのすくね）、宮原宿祢、津宿祢（つのすくね）、中科宿祢（なかしなのすくね）、船連（ふねのむらじ）がいる。この中で、葛井・宮原両氏との関係は、『続日本紀』に載せる延暦9年7月辛巳（17日）条の菅野真道等の上表（上述の改賜氏姓を願った際のもの）において、皇太子の師となる有識者を探していた応神天皇の求めに応じた貴首王が孫の辰孫王を入朝させ、辰孫王の長子、太阿郎王が仁徳天皇に近侍、太阿郎王の孫の牛定君の3人の子から3氏に別れたといい、長子味沙（みさ。味散とも作る）が葛井氏の、仲子辰爾（王辰爾）が宮原氏の、末子の番麻呂が菅野氏の祖となったと述べている。この場合、3氏の氏祖の親は『姓氏録』には塩君（しおのきみ）とされているので、この塩君が牛定君とも呼ばれたことになり、
という系譜となるが、『姓氏録』中科宿祢条では宇志（牛）は塩君（牛定君）の孫とされ、やや混乱がみられる。また、この上表自体が西文氏の始祖、王仁の伝えをまねた始祖伝説であるとされる。

## 考証
『日本書紀』によると王辰爾は船賦を数え録したことを称えられ、船史の氏姓を賜り、王辰爾の甥である胆津が白猪史、さらに王辰爾の弟の王牛が津史の氏姓を賜った。後にそれぞれ連を賜り、さらにその後、船史は宮原宿禰、津史が菅野朝臣（菅野氏）、白猪史が葛井連の氏姓を賜った。彼らの祖は古く応神朝の時に日本に来た辰孫王とする伝承もあるが、これは創作であり、実際は王辰爾からはじまった氏族とされる。